# 원덕중학교
원덕중학교(遠德中學校)는 대한민국 강원특별자치도 삼척시 원덕읍 호산리에 있는 공립 중학교이다.

## 학교 연혁
- 1952년 7월 2일 : 삼척중학교 원덕분교 설립인가
- 1953년 4월 24일 : 원덕중학교 3학급 설립 인가(개교식 및 입학식 거행)
- 1954년 3월 6일 : 제1회 졸업식 거행 (남 52명, 여 11명 계 63명 졸업)
- 1979년 3월 1일 : 각 학년 4학급 인가(총 12학급)
- 2001년 12월 31일 : 다목적실(해망관) 준공
- 2024년 3월 1일 : 제32대 김익록 교장 취임
- 2025년 1월 5일 : 중학교 제72회 졸업식 거행
- 2025년 3월 4일 : 입학식(신입생 8명 입학)

## 참고 자료
- 원덕중학교 - 한국교육학술정보원 학교알리미